# Walkertown
Walkertown é uma cidade  localizada no estado norte-americano de Carolina do Norte, no Condado de Forsyth.

## Demografia
Segundo o censo norte-americano de 2000, a sua população era de 4009 habitantes.
Em 2006, foi estimada uma população de 4337, um aumento de 328 (8.2%).

## Geografia
De acordo com o United States Census Bureau tem uma área de
15,2 km², dos quais 15,2 km² cobertos por terra e 0,0 km² cobertos por água. Walkertown localiza-se a aproximadamente 288 m acima do nível do mar.

## Localidades na vizinhança
O diagrama seguinte representa as localidades num raio de 16 km ao redor de Walkertown.